# Caecum donmoorei
Caecum donmoorei is een slakkensoort uit de familie van de Caecidae. De wetenschappelijke naam van de soort is voor het eerst geldig gepubliceerd in 1979 door Mitchell-Tapping.